# Eparchia południowoafrykańska
Eparchia południowoafrykańska – jedna z eparchii Rosyjskiego Kościoła Prawosławnego, z siedzibą w Johannesburgu. Wchodzi w skład Patriarszego egzarchatu Afryki.
Utworzona postanowieniem Świętego Synodu 29 grudnia 2021 r. Obejmuje terytoria Angoli, Botswany, Burundi, Demokratycznej Republiki Konga, Eswatini, Gabonu, Gwinei Równikowej, Kenii, Komorów, Konga, Lesotho, Madagaskaru, Malawi, Mauritiusa, Mozambiku, Namibii, Południowej Afryki, Rwandy, Tanzanii, Ugandy, Wysp Świętego Tomasza i Książęcej, Zambii i Zimbabwe.
W skład administratury weszła dotychczas stauropigialna parafia Rosyjskiego Kościoła Prawosławnego w Południowej Afryce.
Ordynariuszowi eparchii przysługuje tytuł biskupa johannesburskiego i południowoafrykańskiego. Funkcję tę pełni metropolita zarajski Konstantyn, egzarcha Afryki.